# Sedan, Kansas
Sedan är administrativ huvudort i Chautauqua County i Kansas. Orten har fått sitt namn efter slaget vid Sedan i fransk-tyska kriget. Enligt 2020 års folkräkning hade Sedan 1 000 invånare.